# 愛宕神社 (各務原市松が丘)
愛宕神社（あたごじんじゃ）は、岐阜県各務原市松が丘に鎮座する神社（愛宕神社）。

## 概要
各務原市東部の八木三山の一つである愛宕山の南麓にある神社である。戦国時代にこの地域に移り住んだ豪族、長屋氏の氏神として寛永元年（1624年）創立。現在も境内は長屋氏の私有地であり、宮司は長屋氏が務める。
羽場愛宕神社とも称す。神社のある愛宕山の南麓は元々は鵜沼羽場区の一部であったが、1970年（昭和45年）、大和団地により新興住宅地として大和団地（後の松が丘団地）が開発され、愛宕神社の参道の一部は住宅地内の歩道、階段となっている。1977年（昭和52年）に愛宕神社の境内を含む松が丘団地は区画整理により各務原市松が丘となっている。
神仏習合の名残があり、境内には役行者や観音の石像、大乗妙典供養塔などがある。

## 祭神
- 迦具豆知命

## 主な祭礼
- 例祭 - 7月23日

## 所在地
- 岐阜県各務原市松が丘1丁目19番地

## 交通
- 名古屋鉄道各務原線羽場駅より徒歩約20分
- 各務原市ふれあいバス 鵜沼線、東西線（朝夕便）「鵜沼中学校前」下車、徒歩約5分